# Skandinavistika
Skandinavistika, poznata i kao nordistika, znanost je o jeziku, kulturi i književnosti skandinavskih naroda. Disciplina se prije svega bavi istraživanjem sjevernogermanskih područja (Švedske, Norveške, Danske, Islanda i Farskih otoka), no može uključivati i druga, danas kulturološki bliska područja poput Finske, Laponije i Grenlanda.
Skandinavistika je nastala u 19. stoljeću potaknuta razvojem indoeuropske filologije i poredbene lingvistike. Za to je bila osobito pogodna zbog arhaičnosti suvremenog islandskog jezika te zbog mnogobrojnosti pisanih spomenika i djela pisanih na skandinavskim jezicima u srednjovjekovnom razdoblju, poput starošvedskog, staronorveškog i staroislandskog dijalekta staronordijskoga jezika.

## Studij

### Hrvatska
Izučavanje skandinavistike u Hrvatskoj počelo je osnivanjem lektorata za švedski jezik 1985. godine na Filozofskom fakultetu Sveučilišta u Zagrebu. Lektorat je utemeljila Dora Maček u suradnji s Ullom Berglindh sa Sveučilišta u Göteborgu, a izvodio se kao slobodni dopunski studij u trajanju dvije godine. Lektorat je zatim osnivanjem katedre za skandinavske jezike i književnosti 1994. godine postao slobodnim trogodišnjim studijem te je u konačnici ustanovljen kao redovni studij 2005. godine na odsjeku za anglistiku. Dužnost predstojnice katedre za skandinavistiku prvotno je obnašala Maček, a 2003. godine nasljeđuje ju Goranka Antunović. Ovaj je studij danas jedini u Hrvatskoj koji se bavi nekim od skandinavskih jezika ili kultura.

### Slovenija
Skandinavistiku je u Sloveniji načeo Janez Orešnik, koji se već 1950-ih godina počeo intenzivnije baviti skandinavskim jezicima, s fokusom na islandski. Filozofski fakultet Sveučilišta u Ljubljani ustanovio je lektorat švedskoga jezika 1971. godine pod vodstvom Lene Holmqvist, koja je tu dužnost izvršavala do 1995. godine. Vodstvo je zatim 2004. godine preuzela Mita Gustinčić Pahor. Lektorat je dio Odsjeka za germanistiku, skandinavistiku i nederlandistiku, a švedski se jezik od 1991. godine podučava u sklopu studija germanistike kao izborni predmet.

### Srbija
Skandinavistika je u Republici Srbiji započela Lektoratom za skandinavistiku pri Filološkom fakultetu Sveučilišta u Beogradu 1977. godine. Lektorat je tada izvodio nastavu norveškoga jezika, a godine 1981. uveden je i švedski jezik. Godine 1988. službeno je osnovana Katedra za skandinavske jezike i književnosti, na kojoj je iste godine započelo izvođenje studija norveškog i švedskog jezika i književnosti, kojima je pridružen i studij danskoga jezika 1989. godine. Studij se izvodi u sklopu Odsjeka za germanistiku, a predstojnik katedre je Branislav Ivanović.